# Emperador Wen de Liu Song
Emperador Wen de Liu Song ((劉)宋文帝, (Liu) Song Wen-di) (407–453), nom personal Liu Yilong (劉義隆), sobrenom Che'er (車兒), va ser un emperador de la dinastia xinesa Liu Song. Ell va ser el tercer fill del fundador dinàstic l'Emperador Wu (Liu Yu). Després de la mort del seu pare en el 422, el germà major de Liu Yilong, Liu Yifu, va ascendir al tron com l'Emperador Shao. En el 424, un grup de funcionaris, creient que Shao que no era apte per a ser emperador, van deposar l'Emperador Shao i van entronitzar a Liu Yilong com l'Emperador Wen.
En el seu vint-i-novè any de regnat, l'Emperador Wen continuà en gran part el gran pla del seu pare i algunes de les polítiques territorials de la Dinastia Jin. El període, anomenat l'"Administració Yuanjia" (元嘉之治), és vist com un període de prosperitat i força, a causa de la diligència de l'emperador i la seva capacitat de trobar els funcionaris capaços i honestos per servir en l'administració. No obstant això, l'emperador Wen va ser criticat per fer repetits intents fallits d'atacar al rival de Wei del Nord emprant estratègies equivocades, debilitant el seu estat cap al final del seu mandat. In 453, emprenyat perquè el seu príncep hereu Liu Shao estava usant bruixeria per maleir-lo, ell va planejar de deposar Liu Shao; quan aquest pla va ser filtrat, Liu Shao van fer un colp d'estat i el va assassinar, substituint-lo en el tron, encara menys d'un any després el germà menor de Liu Shao, Liu Jun, el va derrotar i va ascendir al tron com l'Emperador Xiaowu.